# Спіцов Денис Сергійович
Денис Сергійович Спіцов (рос. Денис Сергеевич Спицов) — російський лижник, олімпійський медаліст.
На Пхьончханській олімпіаді 2018 року Спіцов здобув три олімпійські нагороди: срібну медаль в командному спринті, срібну медаль в естафеті 4х10 км та бронзову медаль на дистанції 15 кілометрів вільним стилем.

## Олімпійські ігри
- 5 медалей – (1 золото, 3 срібла, 1 срібла)

| Рік  | Місто                     | Вік | 15 км  | Скіатлон | 50 км | Спринт | Естафета | Командний спринт |
| ---- | ------------------------- | --- | ------ | -------- | ----- | ------ | -------- | ---------------- |
| 2018 | Пхьончхан, Південна Корея | 21  | Бронза | 4        | 20    | —      | Срібло   | Срібло           |
| 2022 | Пекін, Китай              | 25  | —      | Срібло   | -     | -      | Золото   | -                |

## Виступи на чемпіонатах світу
| Рік  | Місто                       | Вік | 15 км | Скіатлон 15 км | 50 км мас-старт | Спринт | Естафета 4 × 5 км | Командний спринт |
| ---- | --------------------------- | --- | ----- | -------------- | --------------- | ------ | ----------------- | ---------------- |
| 2019 | Зеефельд-ін-Тіроль, Австрія | 22  | —     | 22             | 28              | —      | —                 | —                |

## Зовнішні посилання
- Досьє на сайті FIS [Архівовано 11 грудня 2017 у Wayback Machine.]

## Виноски
1. ↑  Men's team sprint results (PDF). Архів оригіналу (PDF) за 5 лютого 2022. Процитовано 13 квітня 2018.
2. ↑  Men's 4 × 10 kilometre relay results (PDF). Архів оригіналу (PDF) за 28 червня 2021. Процитовано 13 квітня 2018.
3. ↑  Men's 15 kilometre freestyle results (PDF). Архів оригіналу (PDF) за 17 лютого 2018. Процитовано 13 квітня 2018.